# نوالدو
نوالدو (به ایتالیایی: Novaledo) یک کومونه در ایتالیا است که در ترنتینو واقع شده‌است.

## خصوصیات
نوالدو ۸٫۰ کیلومترمربع مساحت و ۸۸۲ نفر جمعیت دارد.